# Johann Valentin Andreae

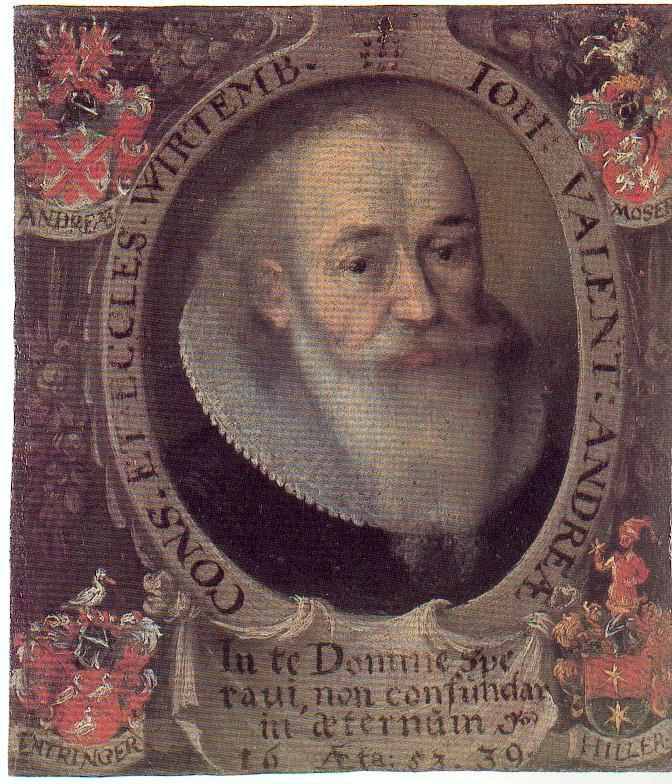
Johann Valentin Andreae

Johann Valentin Andreae (Herrenberg, 17 augustus 1586 - Stuttgart, 27 juni 1654) was een Duits theoloog en schrijver van het werk Chymische Hochzeit Christiani Rosencreutz anno 1459 ("de chemische bruiloft van Christiaan Rozenkruis"), een van de drie grondwerken van de orde der rozenkruisers.
Andreae studeerde theologie en natuurwetenschappen in Tübingen. Na het afronden van zijn studie in 1614 werd hij diaken in Vaihingen an der Enz en in 1620 priester in Calw. Omwille de school en de maatschappelijke instellingen hier te hervormen richtte hij het Christliche Gottliebende Gesellschaft (Duits, Christelijk Godslievend Gezelschap) op. In 1646 werd hij lid gemaakt van het Fruchtbringende Gesellschaft (Duits, Vruchtdragend gezelschap) waar hij de bijnaam der Mürbe (Duits, de milde) droeg. In 1650 nam hij de leiding van de protestantse kloosterschool van Bebenhausen over waarna hij in 1654 abt wordt van de Luthers-evangelische kloosterschool van Adelberg.
Zijn rol in de oorsprong van de rozenkruisers is enigszins controversieel. In zijn autobiografie voert hij de Chemische Bruiloft op als eigen werk maar in zijn latere werk wordt de alchemie geridiculiseerd en samen met muziek, kunst, theater en astrologie gecategoriseerd onder de minder serieuze wetenschappen.
Een van Andreaes belangrijkste werken is zijn in 1619 verschenen, christelijke utopie Christianopolis. Daarin ontwerpt hij, in vrije navolging van Thomas More en met een sterk pedagogische inslag, een ideaalbeeld van een ware christelijke samenleving.

## Belangrijkste werken
- Chymische Hochzeit Christiani Rosencreutz Anno 1459, anoniem gepubliceerd in 1616
- Reipublicae Christianopolitanae descriptio (Beschreibung des Staates Christenstadt) (1619); in het Nederlands: Reis naar Christianopolis, De Woudezel 2005 (ISBN 90-806875-3-7)